# Erythrodiplax diversa
Erythrodiplax diversa – gatunek ważki z rodziny ważkowatych (Libellulidae).